# White (Dakota Południowa)
White – miasto w Stanach Zjednoczonych, w stanie Dakota Południowa, w hrabstwie Brookings.